# Совка крапкова
Совка крапкова (Macrochilo cribrumalis) — вид метеликів з родини еребід (Erebidae). 

## Поширення
Вид поширений в Європі, за винятком крайнього півдня і півночі, на схід до Кавказу. Пов'язаний із вологими місцями, де личинки розвиваються на траві та осоках. Вони також можуть жити на вербах.

## Характеристика
Основний колір крил білувато-палевий, а переднє крило має дві пунктирні поперечні лінії. Розмах крил 27-30 мм. Довжина передніх крил 13–14 мм.

## Спосіб життя
Міль літає в одному поколінні з кінця травня до серпня. Личинки харчуються різними видами Cyperaceae, такими як Carex sylvatica, але також травами та Luzula campestris.